# Phare de Forty Mile Point

Le phare de Forty Mile Point (en anglais : Forty Mile Point Light), est un phare de la rive ouest du lac Huron, situé dans le canton de Rogers (en) du Comté de Presque Isle, Michigan. Contrairement à de nombreux phares des Grands Lacs, le feu de Forty Mile Point ne marque pas un port important ni une embouchure de rivière. Au contraire, il a été construit avec l'intention que, lorsque l'on naviguait de Mackinaw Point à la rivière Saint Clair, on ne serait jamais hors de portée d'un phare.
Ce phare est inscrit au Registre national des lieux historiques depuis le 19 juillet 1984 sous le n° 840018030 et au Michigan State Historic Preservation Office.

## Historique
Alors que la péninsule de Presque Isle était éclairée depuis 1840 et que l'entrée de la Cheboygan River (en) était éclairée depuis 1851, la portée de visibilité du phare de New Presque était de 17 milles marins (environ 31 kilomètres) et la portée visible du phare de Cheboygan Crib de 11 milles marins (environ 21 kilomètres) ont laissé 16 milles marins non éclairés (environ 29 kilomètres) de tronçon de littoral intermédiaire le long duquel les marins devaient naviguer à l'aveugle. Dans son rapport annuel pour l'exercice 1890, l'Office recommandait que 25.000 $ soient affectés à la construction d'un nouveau signal lumineux et antibrouillard à Forty Mile Point, à mi-chemin approximatif entre les deux feux.
Le Congrès n'a apparemment pas été impressionné par la demande et il a fallu cinq ans avant qu'elle ne soit approuvée et financée. Le plan de ce feu est presque identique à celui du phare de Big Bay Point sur le lac Supérieur qui a été construit en même temps.
Le phare a été achevé en novembre 1896, mais la circulation sur les Grands Lacs n'est pas un événement toute l'année, donc ce n'est qu'au printemps de 1897 qu'il a été allumé pour la première fois. La tour est intégrée à la maison qui contient deux appartements identiques (vraisemblablement pour le gardien et le gardien adjoint, mais habituellement l'assistant a un appartement plus petit et non identique). Une caractéristique unique est un puits de lumière dans les escaliers afin que le gardien ou son assistant puisse observer la lumière fonctionner sans sortir ni monter la tour.
La station a été automatisée en 1969 et est toujours opérationnelle. La lentille de Fresnel d'origine était de quatrième ordre, conçue et fabriquée par Henry-Lepaute à Paris. Il avait six panneaux flash bull-eye, et le mouvement d'horlogerie le faisait tourner de sorte qu'il émettait un flash blanc toutes les dix secondes. L'objectif actuellement en place est le troisième ou le quatrième objectif de ce type à occuper cette position.

### Statut actuel
Le site est maintenant un parc de comté qui est accessible depuis l'autoroute - 
Le phare appartient au comté de Presque Isle et est exploité par la 40 Mile Point Lighthouse Society. Le parc est ouvert au public toute l'année de 8h00 au coucher du soleil. Le phare est ouvert aux visites du vendredi précédant le Memorial Day jusqu'à la fin du Festival des Grands Lacs à la mi-octobre. Les heures de visite sont du mardi au dimanche de 10h00 à 16h00.
Des nombreuses structures qui faisaient partie de la station sont toujours présentes : le phare, les quartiers des gardiens, le dortoir (récemment rénové en 2006-2007), le bâtiment de signal de corne de brume (le diaphone a été enlevé), le bâtiment à carburant et des dépendances en brique. La moitié du phare est maintenant un musée, l'autre moitié est le quartier des gardiens.

## Description
Le phare actuel  est une tour carrée en brique, avec galerie et lanterne, attachée à une maison de gardien de trois étages de 16 m de haut. La tour est peinte en blanc et le toit de la lanterne octogonale est noir.
Son feu isophase émet, à une hauteur focale de 20 m, une lumière blanche de trois secondes par période de six secondes. Sa portée est de 14 milles nautiques (environ 26 km).

## Caractéristiques dufeu maritime
Fréquence : 6 secondes (W)
- Lumière : 3 secondes
- Obscurité : 3 secondes

Identifiant : ARLHS : USA-303 ; USCG :  7-11715 .

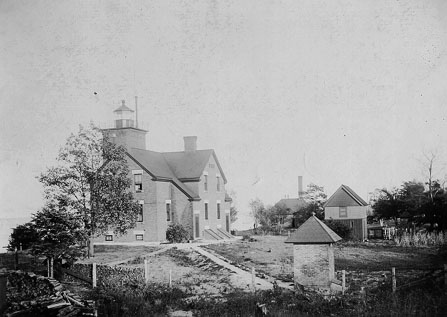
Le phare (photo USCG)
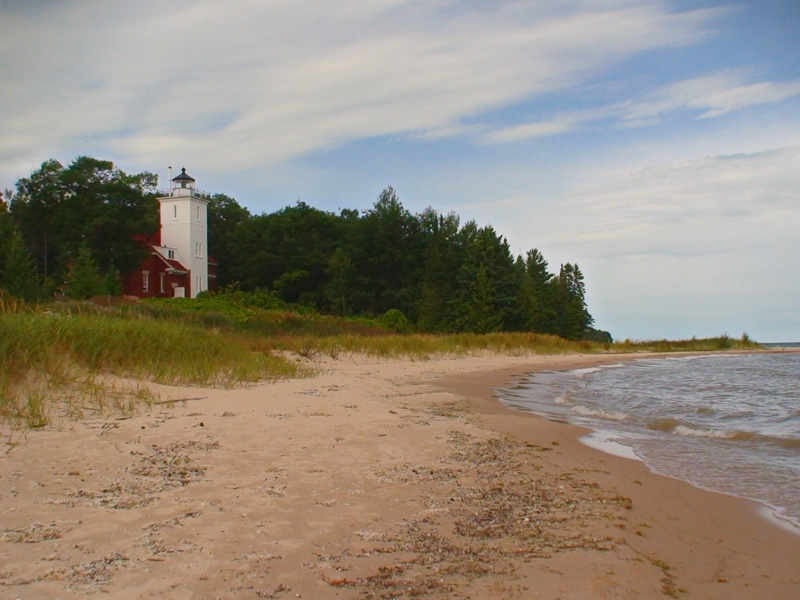
Le phare
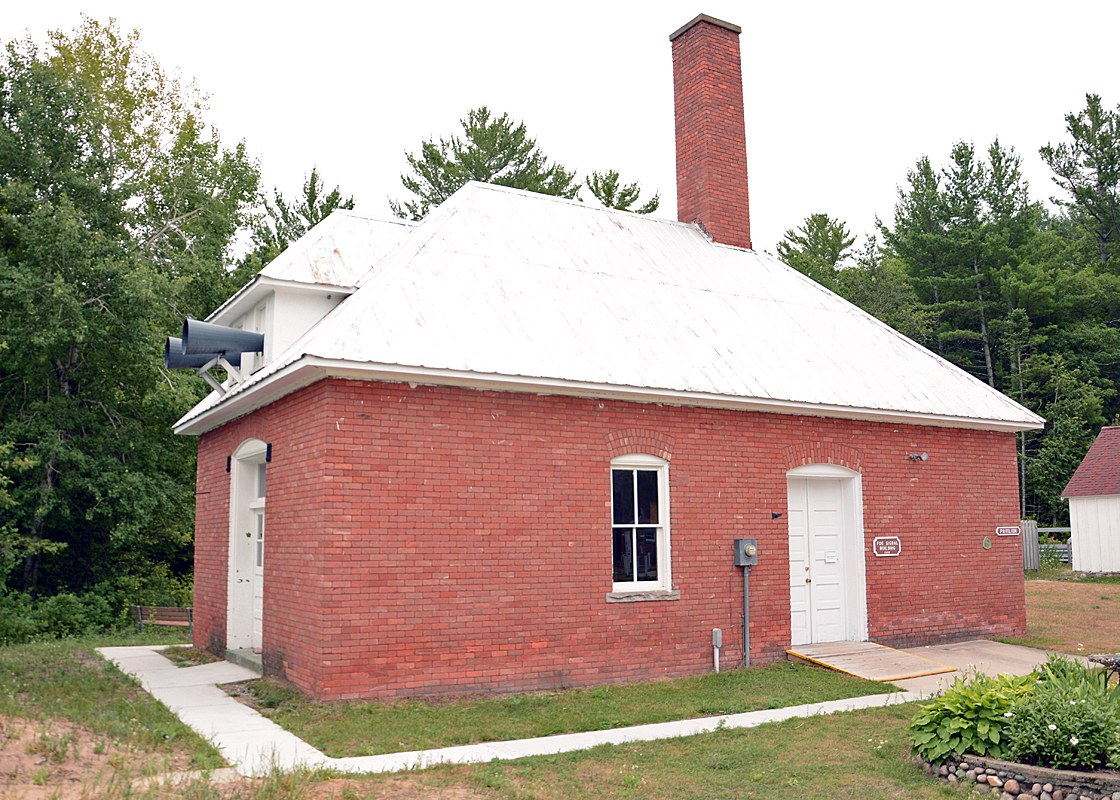
Le signal de Brouillard

### Lien connexe
- Liste des phares au Michigan